# Bekir Refet
Bekir Refet Teker (né le 22 mai 1899 à Constantinople et mort le 5 avril 1977 à Karlsruhe en Allemagne) était un footballeur turc des années 1910 et 1920. 

## Biographie
En tant qu'attaquant, Bekir Refet est international turc à trois reprises (1924-1928) pour trois buts inscrits. 
Il participe aux JO 1924, où il fait le match contre la Tchécoslovaquie en tant que titulaire, inscrit deux buts à la 63e et à la 82e minutes, mais la sélection turque est éliminée au tour préliminaire (défaite 5-2). Il fait de même pour l'édition 1928, où il joue contre l'Égypte, en tant que titulaire, inscrit un but à la 71e minute, mais ne peut empêcher la raclée (7-1). La Turquie est éliminée au premier tour.
Il joue dans quatre clubs turcs (Fenerbahçe SK, Altınordu İdman Yurdu, İttihatspor et Galatasaray SK) et un allemand (Karlsruher FC Phönix (de)).